# Eublemma buettikeri
Eublemma buettikeri is een vlinder van de familie van de spinneruilen (Erebidae). De wetenschappelijke naam van deze soort is voor het eerst voorgesteld door Edward Parr Wiltshire in een publicatie uit 1980.
De soort komt voor in Saudi-Arabië, de Verenigde Arabische Emiraten, Oman en Jemen.